# Landon Donovan
Landon Timothy Donovan (sinh ngày 4 tháng 3 năm 1982) là một cựu cầu thủ bóng đá người Mỹ chơi ở vị trí tiền vệ tấn công. Anh ấy nắm giữ nhiều kỷ lục cá nhân tại Major League Soccer và cho đội tuyển bóng đá quốc gia Hoa Kỳ và được coi là cầu thủ bóng đá nam Hoa Kỳ hay nhất của mọi thời đại.
Anh là người mở ra kỉ nguyên mới cho bóng đá nam Hoa Kỳ khi trước đây người ta chỉ biết tới hai huyền thoại bóng đá nữ của Mỹ trong danh sách FIFA 100.